# 性技
性技（せいぎ）は、性愛にまつわる技術全般のこと。
大辞林第三版によれば「性愛に関する技巧」、デジタル大辞泉によればそれだけでなく「性交時における体位も含む」とされている。
性行為時における行為者の技自体を指す場合もあり、その際はセックステクニックやベッドテクニック（略してベッドテク）などと称される。